# Pagaronia umbratica
Pagaronia umbratica är en insektsart som beskrevs av Huh och Kae Kyoung Kwon 1994. Pagaronia umbratica ingår i släktet Pagaronia och familjen dvärgstritar. Inga underarter finns listade i Catalogue of Life.